# Idaea russata
Idaea russata är en fjärilsart som beskrevs av George Duryea Hulst 1887. Idaea russata ingår i släktet Idaea och familjen mätare. Inga underarter finns listade i Catalogue of Life.